# Armando Calvo
Armando Calvo, né à San Juan le 25 décembre 1919, mort à Mexico le 6 juillet 1996, est un acteur espagnol.

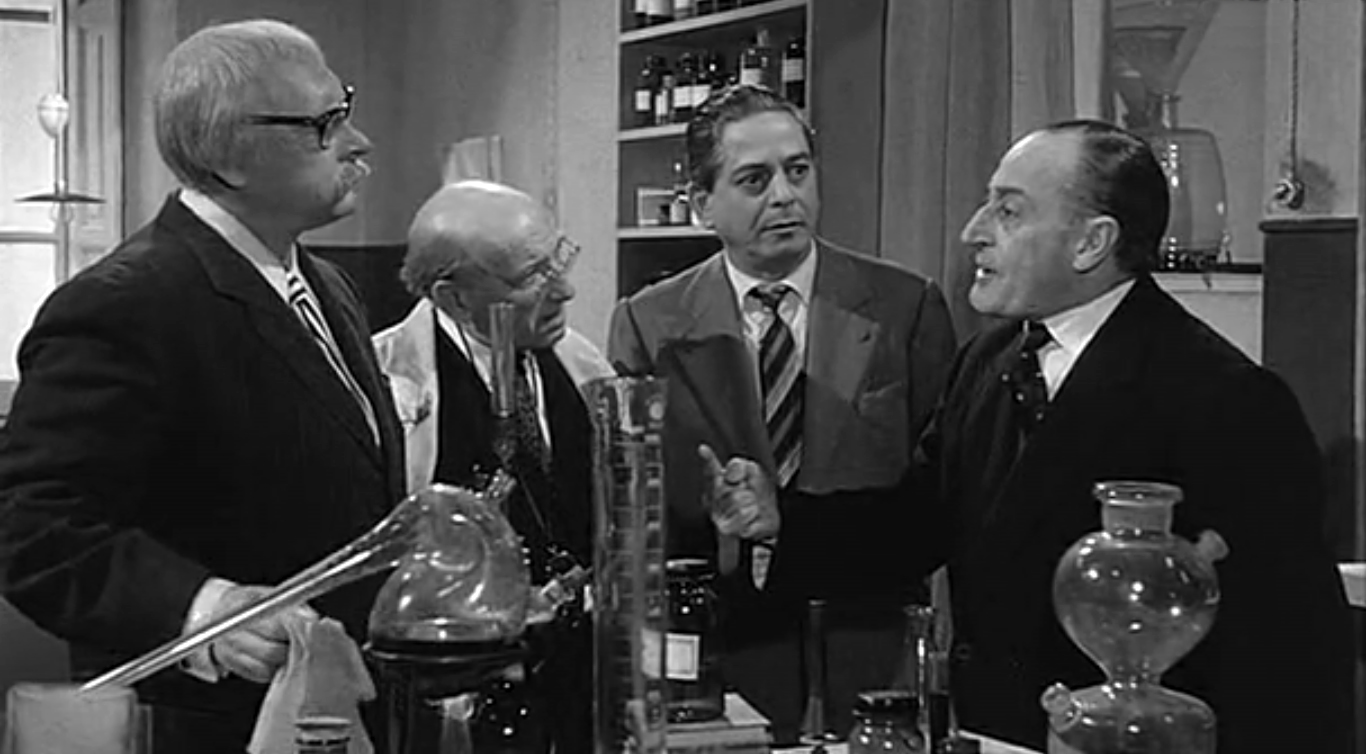
Armando Calvo, le premier à gauche dans I ladri (1959)

## Biographie
Armando Pascual Calvo Lespier naît à San Juan (Porto Rico), pendant une tournée de son père, l'acteur Juan Calvo Domenech (it). Armando rentre en Espagne au retour de son père au pays, et grandit dans le monde du théâtre. Sa carrière se déploie aussi dans ce cadre jusqu'à ce qu'il se fasse remarquer pour son interprétation dans le film El escándalo de 1943, réalisé par José Luis Sáenz de Heredia. À ce moment, Calvo est l'acteur à succès dans le monde hispanophone, avec Fernando Rey. Sa carrière va se partager entre l'Espagne, l'Italie et Mexico, en plus de cent films.

### Vie familiale
Marié deux fois, il a eu neuf enfants de sa seconde épouse. Il déménage au Mexique dans les années 1980, et finit dans la pauvreté.
Il est le frère de Juan Manuel Calvo, acteur lui aussi.

## Filmographie partielle

### Cinéma
- 1943 : El escándalo, de José Luis Sáenz de Heredia : Fabián Conde
- 1946 : La Femme de tout le monde (La mujer de todos) de Julio Bracho
- 1947 : Bel Ami (it), d'Antonio Momplet (it) : Jorge Duroy
- 1952 : Mascarade d'amour (Doña Francisquita), de Ladislas Vajda :Fernando
- 1955 : El pueblo sin Dios de René Cardona : Padre Fernando
- 1958 : Ama a tu prójimo de Tulio Demicheli : Doctor Ricardo Lugo
- 1959 : I ladri, de Lucio Fulci : Joe Castagnato
- 1959 : Nuits d'Europe (Europa di notte), documentaire d'Alessandro Blasetti
- 1962 : Le Miroir de la sorcière (El espejo de la bruja), de Chano Urueta : Eduardo
- 1963 : Le Signe de Zorro (Il segno di Zorro), de Mario Caiano : Général Gutiérrez
- 1965 : Un cercueil pour le shérif (Una bara per lo sceriffo), de Mario Caiano : Lupe Rojo
- 1966 : Kriminal, d'Umberto Lenzi : Kandur
- 1966 : La Vengeance de Ringo (Ringo, il volto della vendetta), de Mario Caiano : Fidel
- 1966 : Sous la loi de Django (La grande notte di Ringo), de Mario Maffei : José le mexicain
- 1966 : Django ne pardonne pas (Mestizo), de Julio Buchs : Lecomte
- 1967 : Deux Croix pour un implacable (Dos cruces en Danger Pass), de Rafael Romero Marchent : le vieux Moran
- 1968 : Ringo le vengeur (Dos hombres van a morir), de Rafael Romero Marchent : Bill Anderson
- 1968 : Satanik, de Piero Vivarelli : Gonzalez
- 1968 : Gringo joue et gagne (Tutto per tutto), d'Umberto Lenzi : Josè Gomez
- 1968 : Qui a tué Fanny Hand ? (Killer, adios) de Primo Zeglio : Bill Bragg
- 1968 : La Malle de San Antonio (Una pistola per cento bare) d'Umberto Lenzi (non crédité)
- 1969 : Le Clan des frères Mannata (¡Viva América!) de Javier Setó
- 1970 : Le Corsaire des sept mers (El corsario), d'Antonio Mollica : Jackson Smith (sous le pseudo de Fernando Calvo)
- 1970 : Django arrive, préparez vos cercueils (C'è Sartana... vendi la pistola e comprati la bara!) de Giuliano Carnimeo (non crédité)
- 1974 : Proceso a Jesús (es) de José Luis Sáenz de Heredia

### Télévision
- 1987 : Rosa salvaje de Beatriz Sheridan : Sebastián